# Botiala
Botiala (somalo: Butiyaalo, Bottiala, Bandar Kor) è un antico insediamento situato nella parte nordorientale della regione di Bari, in Somalia.

## Storia
La città si trova in un uadi, nei pressi dell'antica città portuale di Candala. I commercianti somali della regione, per secoli trasportarono beni come legni aromatici, gomma e incenso dall'interno del Corno d'Africa verso la costa, per svolgere commerci con India, Persia ed Arabia.
L'antica fortezza di Botiala si trova arroccata su una collina che sovrasta la foce del uadi, l'area del porto, l'antica miniera e le rovine dell'insediamento.
A nord della fortezza si trova un terreno con circa 200 ometti di pietre (taalo) di varie dimensioni. Lungo la costa si trovano grandi distese di conchiglie. Nessuna delle strutture è stata scavata dagli archeologi.